# Битва под Бреслау (1757)
Битва под Бреслау (нем. Schlacht bei Breslau) или Битва на реке Лоэ (нем. Schlacht an der Lohe) — сражение во время Семилетней войны, произошедшее 22 ноября 1757 года между 84-тысячной австрийской армией принца Лотарингского и 28-тысячной прусской армией герцога Бевернского в 5 километрах от силезского города и крепости Бреслау (в традиционной русской передаче — Бреславль, ныне город Вроцлав в Польше). Победив в сражении, австрийцы взяли в скором времени Бреслау, прусский гарнизон которого капитулировал.

## Накануне сражения
Уйдя летом 1757 года в Тюрингию с основными прусскими силами для предотвращения возникшей угрозы со стороны французов и Имперской армии, король Пруссии Фридрих II оставил, первоначально 45-тысячную, армию для заслона против австрийцев на пути в Силезию, в первую очередь, для прикрытия Швейдница и Бреслау. К ноябрю эта армия за счёт отсылки подкреплений другим прусским частям, но и, не в последнюю очередь, в результате неудачного для Пруссии исхода сражений при Ландесхуте (1757) и Мойсе, а, также, более мелких стычек (при Койшвице 25 сентября, при Баршвице 26 сентября) сократилась до 28 тысяч человек (40,5 батальонов, 102 эскадрона, 138 орудий, часть из которых была снята со стен Бреслау). Командующий армией герцог Бевернский, отступая под напором превосходящего противника и отказавшись, за неимением сил, от охраны Швейдница, перешёл, в конце концов, Одер и занял позицию в пяти километрах от Бреслау, где и стоял уже в течение двух месяцев, сосредоточив все свои усилия на обороне Бреслау.
Австрийцы на какое-то время оставили его в покое, если не считать мелких стычек в окрестностях Пильзница 3, 4 и 29 октября: главная армия австрийцев прикрывает 28,4-тысячный корпус генерала Надашди, которому было поручено взять Швейдниц. 29 сентября Надашди появляется у стен крепости, 14 октября завершает её блокаду и 13 ноября берёт Швейдниц, после чего 19 ноября присоединяется к основным австрийским силам. Соединённое войско принца Лотарингского насчитывает 83 606 человек (96 батальонов, 93 роты гренадеров, 141 эскадрон кавалерии, 228 тяжёлых орудий). Теперь наступает черёд герцога Бевернского. Командующий австрийской армией, ожидая, после Росбаха, появления Фридриха на силезском театре войны, спешит взятием Бреслау поставить прусского короля в невыгодное для него исходное положение, овладев ключевыми позициями в Силезии.
Противников разделяет река Лоэ (ныне Сленза в Польше), небольшой, но трудный, из-за заболоченных берегов, для переправы приток Одера, впадавший в Одер к западу от Бреслау у селения Пильзниц (нем.Pilsnitz — с 1928 года часть окраинного района Вроцлава, ныне носящего название Фабрычна (польск. Fabryczna)). Окопы и укрепления, построенные за два месяца пруссаками (всего около 30) были вытянуты на расстояние в 16 000 шагов (приблизительно 12,5 километра) по равнине и располагались, где отдельно, где группами, где в линию, проходя через ряд селений (Пильзниц, Шмидефельд, Грэбхен, Габиц и др.). Для тех небольших сил, которыми располагал герцог Бевернский, оборонительная линия была слишком растянута. Для её сокращения герцог расположил свои укрепления слишком далеко от реки, так, что они не могли служить препятствием к переправе. Левый фланг (длиной в 4000 шагов или 3,2 километра) загибался, следуя очертаниям городских укреплений, в юго-восточном направлении.
21 ноября австрийцы занимают селение Критерн, создав плацдарм, угрожающий этому флангу герцога Бевернского. Герцог Бевернский готовится поэтому к атаке противника на левое крыло, приказав усилить его дополнительно тяжёлой артиллерией. Атака здесь была особенно опасна, так как благодаря изгибу оборонительной линии, в случае успеха, противник оказался бы ближе к Бреслау, чем пруссаки, занимавшие укрепления у Пильзница. Те были бы тогда отрезаны.
На правом фланге герцога, протяжённостью 4000 шагов от Пильзница до Одера, располагались 11 батальонов пехоты, 2 роты егерей, 10 эскадронов кирасир, всего 7000 человек с 32 орудиями; правый центр (протяжённость 6000 шагов, селения Шмидеберг и Хёфген) состоял из 12 батальонов пехоты, 10 эскадронов кирасир с 34 орудиями, всего 7,5 тысячи человек, левый центр находился напротив переправы через Лоэ у Кляйн-Мохберна и состоял из выдвинутого к переправе редута, вооружённого четырьмя орудиями и располагавшихся за ним, между Кляйн-Мохберном и Грэбхеном 4 батальонов пехоты, 10 эскадронов кирасир с 32 орудиями, всего 3,1 тысяча человек. Остальные силы пруссаков были сосредоточены на левом фланге.
Австрийская армия на другом берегу Лоэ была разделена на два корпуса, на левом фланге, с основными силами сам принц Лотарингский, на правом, напротив Цитена, командовавшего левым флангом пруссаков — корпус Надашди.
План австрийцев не отличался особым изыском: вместо того, чтобы нащупать слабое место в обороне противника и обрушиться на него, австрийцы, полагаясь на своё численное превосходство, планируют наступление по всему фронту четырьмя независимыми колоннами, каждая из которых ведёт, так сказать, собственное сражение.

## Ход сражения
Сражение началось артобстрелом прусских позиций в 9.30 утра, продолжавшимся четыре часа и причинившим большой урон укреплениям, но не прусскому войску. Под прикрытием огня австрийцы наводят семь понтонных мостов через Лоэ, пруссаки, за исключением тех, кто находился у Кляйн-Мохберна, эти переправы видеть не могут.
Первую атаку предпринял Надашди со стороны Кинбурна, первоначально ему удалось добиться некоторых успехов, однако, затем он был остановлен и отброшен Цитеном, потеряв 13 орудий. Остаток дня корпус Надашди бездействовал, австрийцы ограничились обстрелом прусских позиций, нанёсшим мало вреда. Тем не менее, Надашди парализовал силы Цитена, который, имея перед собой врага, превосходящего его втрое, не мог выделить подкреплений на другие участки сражения.
В час дня началась одновременно атака австрийцев на Кляйн-Мохберн (генерал Шпрехер) и Пильзниц (генерал Койль), затем, с запозданием, в центре, против Шмидефельда (генерал Урберг). Кляйн-Мохберн был слабейшим пунктом оборонительной линии, 3-тысячный прусский отряд защищался отважно, но, против врага, превосходившего его в 8 раз, был заведомо обречён на неудачу.
Захватив прусские позиции, австрийцы выделили из состава колонны 13 батальонов пехоты и артиллерию для атаки левого края прусского центра, где наступавшая колонна австрийцев столкнулась с сильным сопротивлением. В результате, атакованные с фронта и слева, пруссаки потеряли часть своих редутов и понесли сильные потери. Полной неудачей закончилось, напротив, австрийское наступление у Пильзница. Прусские войска на правом фланге смогли отбить все атаки австрийцев.
Сражение продолжалось весь день. С наступлением ночи, герцог Бевернский, чей центр серьёзно пострадал, в то время, как фланги почти не понесли потерь, пытается сформировать своё войско по-новому, планируя в полночь внезапной ночной атакой отбросить австрийцев обратно за Лоэ. Неожиданно, в то самое время, когда герцог находится на пути к Цитену, чтобы обсудить с тем детали своего плана, прусские части правого фланга и центра начинают поспешное отступление. Кто отдал приказ к отступлению, так и не удалось впоследствии выяснить. В итоге, левому крылу пруссаков остаётся только присоединиться к уходящим. Солдат удаётся остановить лишь в пригороде Бреслау. Австрийцы их не преследовали и, кажется, даже не знали об отходе противника.

## После сражения
Усилив частью своего корпуса гарнизон Бреслау, герцог Бевернский приказывает остальным частям, в том числе, Цитену отход в направлении Глогау (ныне Глогув в Польше). Сам он в скором времени оказывается в австрийском плену, не случайно, как тогда злословили, но из-за страха предстать перед своим королём, уже находившимся на пути в Силезию. Деморализованный поражением, окружённый враждебно настроенным по отношению к пруссакам католическим населением Бреслау, гарнизон крепости под началом генерала Лествица недолго выдерживает осаду, возглавленную генералом Надашди. 25 ноября пруссаки капитулируют, выговорив себе право свободного выхода. Однако, из 4277 солдат гарнизона лишь 599 приходят в Глогау, остальные дезертируют.
Прусскому королю приходится спешить в Силезию, если он не хочет её окончательно потерять. В знаменитом сражении при Лейтене 5 декабря 1757 года он одним ударом восстанавливает положение, наголову разгромив австрийцев.